# 沿岸流

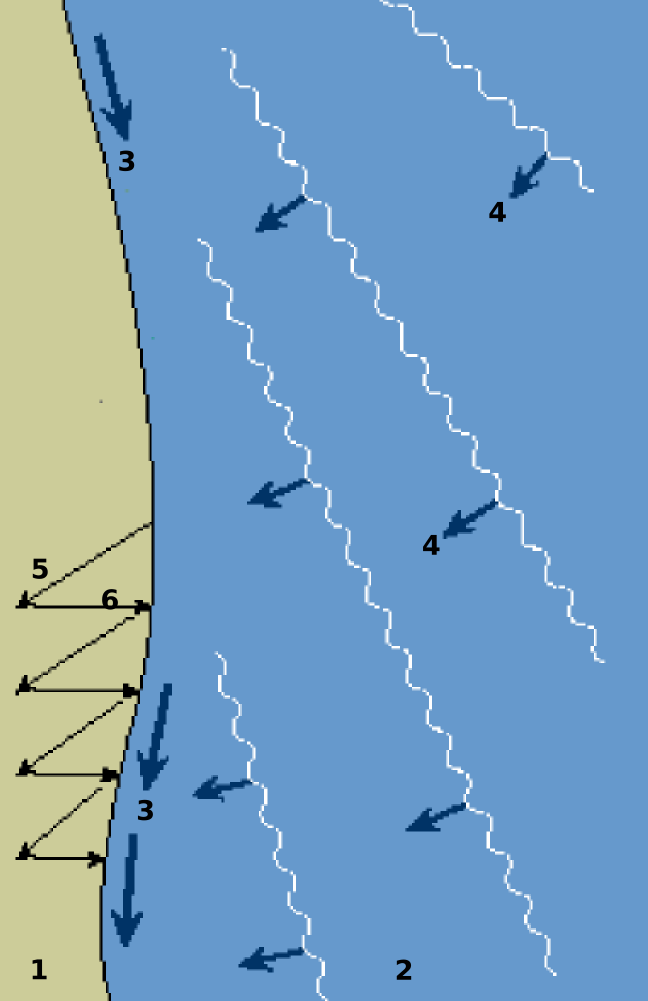
展示沿岸流的示意图
1=海滩
2=大海
3=沿岸流的方向
4=传入的波浪
5=冲刷
6=反洗

沿岸流（英語：longshore current）是指波浪推向岸邊，有時波峰列（波列）並不平行海岸線，兩者形成的夾角，將一波一波的波浪推動成一股貼岸而行的海流。
近岸水流的流動方向與碎波區底床地形. 及波浪行進入射的角度都有密切的關係，依流動方向可區分為沿岸流、向岸流及離岸流（裂流）。

## 相關
- 沿岸漂砂
- 海岸管理
- 海岸侵蝕